# Eucephala
Az Eucephala a madarak (Aves) osztályának a sarlósfecske-alakúak (Apodiformes) rendjéhez, ezen belül a kolibrifélék (Trochilidae) családjához tartozó nem.
Besorolásuk vitatott, egyes rendszerezők a Chrysuronia nembe sorolják ezeket a fajokat is.

## Rendszerezés
A nembe az alábbi 2 faj tartozik:
- Eucephala humboldtii vagy Chrysuronia humboldtii
- Eucephala grayi vagy Chrysuronia grayi